# Tom Bombadill
Tom Bombadill är en romanfigur skapad av författaren J.R.R. Tolkien. Han förekommer i Tolkiens roman Sagan om ringen och i två verser av Tolkien som bland annat publicerats i boken Tom Bombadills äventyr. Tom Bombadill beskrivs som en glad person som går klädd i en blå rock, gula stövlar och en fjäder i sin hatt.
På grund av Tom Bombadills annorlunda natur har många av Tolkiens läsare spekulerat kring honom. Olika försök har gjorts att förklara vem han egentligen är och att få honom att passa in i Tolkiens mytologi. Tolkien lät dock Tom Bombadill medvetet vara en gåta.
Tom Bombadill var ursprungligen namnet på en docka som tillhörde Tolkiens son Michael.

## Karaktärsdrag
I Sagan om ringen och i Tom Bombadills äventyr bor Tom i utkanten av Gamla skogen, tillsammans med sin fru Hjortrongull. Han går klädd i gula stövlar, en blå rock och en hatt med en fjäder i.
Både i Sagan om ringen och i Tom Bombadills äventyr framträder Tom som en oftast bekymmersfri typ. Han sjunger nästan alltid på vad som verkar vara nonsensvisor av olika slag. Han verkar dock ha oanad makt. I versen ”Tom Bombadills äventyr” gör de varelser han möter som han säger, och i Sagan om ringen verkar inte Ringen ha samma makt över honom som den har över andra: Tom kan se Frodo fastän han har på sig Ringen, och han blir inte osynlig när han själv tar på sig Ringen. Enligt Tom är han äldre än världen själv och kommer att finnas till tidens ände.

## I Tolkiens verk

### ITom Bombadills äventyr
Verssamlingen Tom Bombadills äventyr publicerades den 22 november 1962. Två av verserna i denna bok handlar om Tom Bombadill.
I ”Tom Bombadills äventyr” går Tom på promenad om sommaren. När han sätter sig vid vattnet dyker Hjortrongull, ”flodkvinnans flicka”, upp och drar ned honom i vattnet. Han säger åt henne att sova och hon försvinner. Sedan blir han fångad av Pilträdsgubben, men han säger åt trädet att sova och det lyder. En storm blåser upp, och några grävlingar drar ned honom i sitt bo. Han beordrar dem att visa honom vägen ut. Om kvällen väntar en kummelgast bakom Toms dörr. Tom säger åt gasten att vila. Nästa morgon vaknar Tom tidigt. I slutet av versen fångar han Hjortrongull och tar henne till hustru.
”Tom Bombadills båtfärd” handlar om hur Tom ger sig ut på floden om hösten. En pilfink ser honom, och hotar att berätta för Pilträdsgubben vart Tom är på väg. Tom möter en kungsfiskare som, när han flyger iväg, släpper en blå fjäder som Tom fångar. Tom slänger bort den svanfjäder han har i hatten, och sätter dit den blå fjädern i stället. Tom möter också en utterpojke, och en svan som blir förnärmad när han ser den blå fjädern. Några hober ser Tom från stranden och skjuter en skur pilar mot honom, vilka fastnar i hans hatt. Om kvällen kommer Tom fram till bonden Maggots hus, där han stannar och de utbyter nyheter.

### ISagan om ringen
I Sagan om ringen dyker Tom Bombadill upp när Frodo och hans vänner gått vilse i Gamla skogen. Pilträdsgubben har precis fångat Merry och Pippin när Tom kommer gående, sjungande för sig själv. Han beordrar trädet att släppa de två hoberna. Sedan visar han sällskapet vägen ut ur skogen och bjuder hem dem till sitt hus. Där träffar de Hjortrongull och stannar två nätter. I Tom Bombadills hus visar det sig att Tom kan se Frodo när han har på sig Ringen. När Tom sätter på sig Ringen blir han inte heller osynlig. Innan hoberna beger sig vidare från Tom Bombadills hus lär han dem en ramsa som de ska använda ifall de hamnar i knipa. När de senare beger sig vidare blir de fångade av en kummelgast. Frodo säger ramsan, och Tom Bombadill dyker upp och räddar dem från gasten.
Vid Elronds rådslag diskuterar deltagarna möjligheten att låta Tom Bombadill ta Ringen. Gandalf avvisar detta förslag, med motiveringen att Tom inte skulle anse att Ringen var viktig och troligen tappa bort den. I samband med rådslaget får läsaren också reda på några av Toms andra namn: Dvärgarna kallar honom Forn, människorna Orald, och hans sindarinska namn är Iarwain Ben-adar (’äldst och faderlös’).

## Tom Bombadills natur
Flera av Tolkiens läsare har uppfattat Tom Bombadill som en udda figur, och funderat kring hans rätta plats i Tolkiens mytologi.. I ett brev skrivet 1937 beskriver Tolkien Tom Bombadill som ”Oxford och Berkhires (försvinnande) landsbygds ande” Tolkien har i senare brev skrivit att han medvetet lät Tom vara en gåta, och att han inte tycker att Tom blir bättre av att man funderar kring honom. I ett brev från april 1954 skriver han följande:
| ”                       | ... han representerar något som jag känner är viktigt, men jag skulle inte kunna analysera den känslan exakt. Dock hade jag inte lämnat kvar honom ifall han inte hade haft någon sorts funktion. Jag skulle kunna säga så här. Berättelsen har en god sida och en ond sida, skönhet mot skoningslös fulhet, tyranni mot konungaskap, måttlig frihet med samtycke mot förtryck som för länge sedan förlorat alla motiv förutom makt, och så vidare; men båda sidor, konservativa som destruktiva, vill ha ett visst mått av kontroll. Men om du så att säga har avlagt ett ”fattigdomslöfte”, frånsagt dig kontrollen, finner nöje i saker för deras egen skull utan hänvisning till dig själv, iakttar och observerar, så kan frågan om maktens och kontrollens rätt eller fel bli fullständigt meningslös för dig, och maktens verktyg tämligen värdelösa. Det är en naturlig pacifistisk syn, som alltid växer fram när ett krig pågår. Men Vattnadals ståndpunkt verkar vara den att det är en fantastisk sak att ha representerad, men att faktum är att det finns saker som den inte klarar av; icke desto mindre vilar dess existens på den. I slutändan kommer endast Västerns seger låta Bombadill fortsätta, och över huvud taget överleva. Inget skulle finnas kvar åt honom i Saurons värld. | „ |
| – J.R.R. Tolkien (1954) | |   |

Bokhandlaren Peter Hastings skrev till Tolkien och frågade om Tom Bombadill i själva verket var Gud. När hoberna i Sagan om ringen frågar Hjortrongull om Toms natur svarar hon ”han är”, vilket Hastings såg som en referens till det svar Gud ger när Mose frågar efter hans namn: ”Jag är den jag är”. Tolkien svarade att Hastings gissning var felaktig, och att han tyckte att det var stor skillnad på de båda svaren.
Många essäer med olika idéer om Tom Bombadills natur har skrivits. En essä av Steuard Jensen presenterar olika teorier som har vuxit fram genom åren. De teorier han ser som mest sannolika är den att Tom är en av maiar (ett slags varelser som fanns innan världen blev till; till exempel är Gandalf och Sauron maiar), eller den att Tom är en slags naturande (en kategori av varelser som inte uttryckligen påstås existera i Tolkiens verk). En essä av Gene Hargrove argumenterar för att Tom Bombadill i själva verket är valan Aulë (valar är av samma natur som maiar, fast mer kraftfulla; de är jämförbara med de grekiska gudarna och de fornnordiska asarna), och att Hjortrongull är Aules gemål Yavanna. Barb Beier lägger i en essä fram förslaget att Tom symboliserar läsaren själv, och att Tom Bombadills hus är ett slags frihamn där läsaren kan finna trygghet oavsett vad som händer i resten av berättelsen.

## Bakgrund
Namnet Tom Bombadill tog Tolkien från en holländsk docka som tillhörde hans son Michael. Tolkien påbörjade en berättelse om Tom Bombadill, där följande meningar ingick:
| ”                            | Tom Bombadill hette en av de äldsta invånarna i riket, han var en frisk och kry person. Fyra fot lång var han i stövlarna och tre fot bred. Han bar en stor hatt med en blå fjäder i, hans jacka var blå och hans stövlar var gula | „ |
| – översättning Disa Törngren | |   |

Denna berättelse skrev Tolkien aldrig färdigt. En dag försökte Michaels äldre bror John spola ned dockan Tom Bombadill i toaletten, men den räddades. Efter denna händelse skrev Tolkien versen ”Tom Bombadills äventyr”. Tolkien skickade in versen till sin förläggare som ett förslag på en del av en möjlig uppföljare till Tolkiens bok Bilbo – En hobbits äventyr, som hade publicerats i september 1937, men förlaget nappade inte.  När Tolkien senare skrev Sagan om ringen fick Tom Bombadill dyka upp där istället. Versen ”Tom Bombadills äventyr” publicerades i tidningen The Oxford Magazine den 13 februari 1934. År 1962 publicerades versen i boken Tom Bombadills äventyr. Där ingår också den andra dikten om Tom, ”Tom Bombadills båtfärd”, som Tolkien skrev speciellt för boken.